# Liste de personnalités touarègues
Cette liste de personnalités touarègues regroupe des personnalités rattachées au groupe Touareg.

## Personnalités touarègues
- Brigi Rafini (1953-), homme politique, ancien premier ministre du Niger, ancien député et maire d'Iferouane.
- Hamid Algabid (1941-), homme politique nigérien, ancien secrétaire général de l'O.C.I et ancien Premier ministre du Niger.
- Mano Dayak (1950-1995), chef de file de la résistance des années 1990, dans l’Aïr ;
- Kedhou ag Ossad, chanteur et guitariste ;
- Abdallah ag Oumbadougou (1962-2020), chanteur et guitariste de la résistance ;
- Rhissa Ag Boula, chef de la principale rébellion armée du Niger des années 1990, il signa en avril 1994 des accords de paix qui permirent la fin de la rébellion, le retour de la paix au Niger. Il participa à plusieurs gouvernements
- Moussa Ag Assarid, écrivain, journaliste, conteur et comédien habitant en France.
- Hawad (1950-), poète;
- Ibrahim ag Alhabib, dit « Abraybone » (guitare, chant, composition) fondateur du groupe Tinariwen ;
- Iyad Ag Ghali (1958-), dirigeant de la rébellion de 1990 au Mali ;
- Acharif Mohamed Mokhtar dit « Asha » (1971-2008), ancien vice-président du Mouvement des Nigériens pour la justice.
- Adal Rhoubeid, Président du parti MDR Tarna du Niger. Médecin de formation et homme politique.

## Imenokalan touaregs
- Tin Hinan, ou Tamenokalt, matriarche et reine de Ahaggar ;
- Moussa ag Amastan (1867-1920), amenokal d’Ahaggar
- Abdourahman Tagama Amenokal d'Agadez
- Fona Ag Adodé Amenokal des Kel Awey, Aïr